# Ostatni uniwersalny wspólny przodek

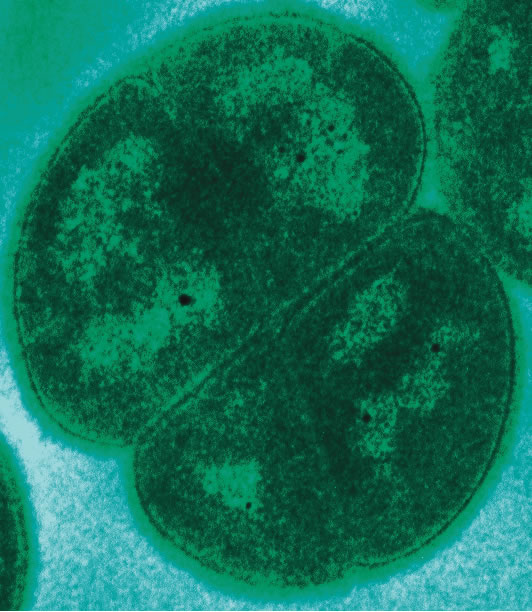
Ostatni uniwersalny wspólny przodek mógł być podobny do niezwykle odpornej bakterii Deinococcus radiodurans

Ostatni uniwersalny wspólny przodek (ang. last universal common ancestor, LUCA), ostatni uniwersalny przodek (ang. last universal ancestor, LUA) – hipotetyczny organizm, który był ostatnim wspólnym przodkiem wszystkich żyjących obecnie na Ziemi, należących do domeny bakterii, archeonów i eukariontów. Pogląd o istnieniu organizmu, który dał początek wszystkim występującym obecnie organizmom jest szeroko rozpowszechniony wśród biologów.
Natura wspólnego przodka może być poznana jedynie poprzez molekularne badania struktury i sekwencji elementów współczesnych organizmów. Efektem analiz jest stworzenie drzewa życia, czyli drzewa filogenetycznego obejmującego wszystkie trzy domeny.
Według jednych hipotez taki pierwotny organizm miał budowę i cechy zbliżone do bakterii hipertermofilnych, jednak wiele nowych danych wskazuje że LUCA był termofilnym lub mezofilnym proteoeukariontem, od którego pochodzą współczesne eukarionty, a bakterie i archeany pojawiły się na jego wczesnych etapach ewolucji. Pochodzący od progenotów proteoeukariont mógł zawierać DNA, jednak za prawdopodobne uznaje się, że genom tego organizmu był zbudowany z RNA, a zmiana na DNA nastąpiła dopiero po wykształceniu trzech domen.

## Rozwój hipotezy

Drzewo życia ze wspólnym przodkiem w postaci pojedynczej komórki

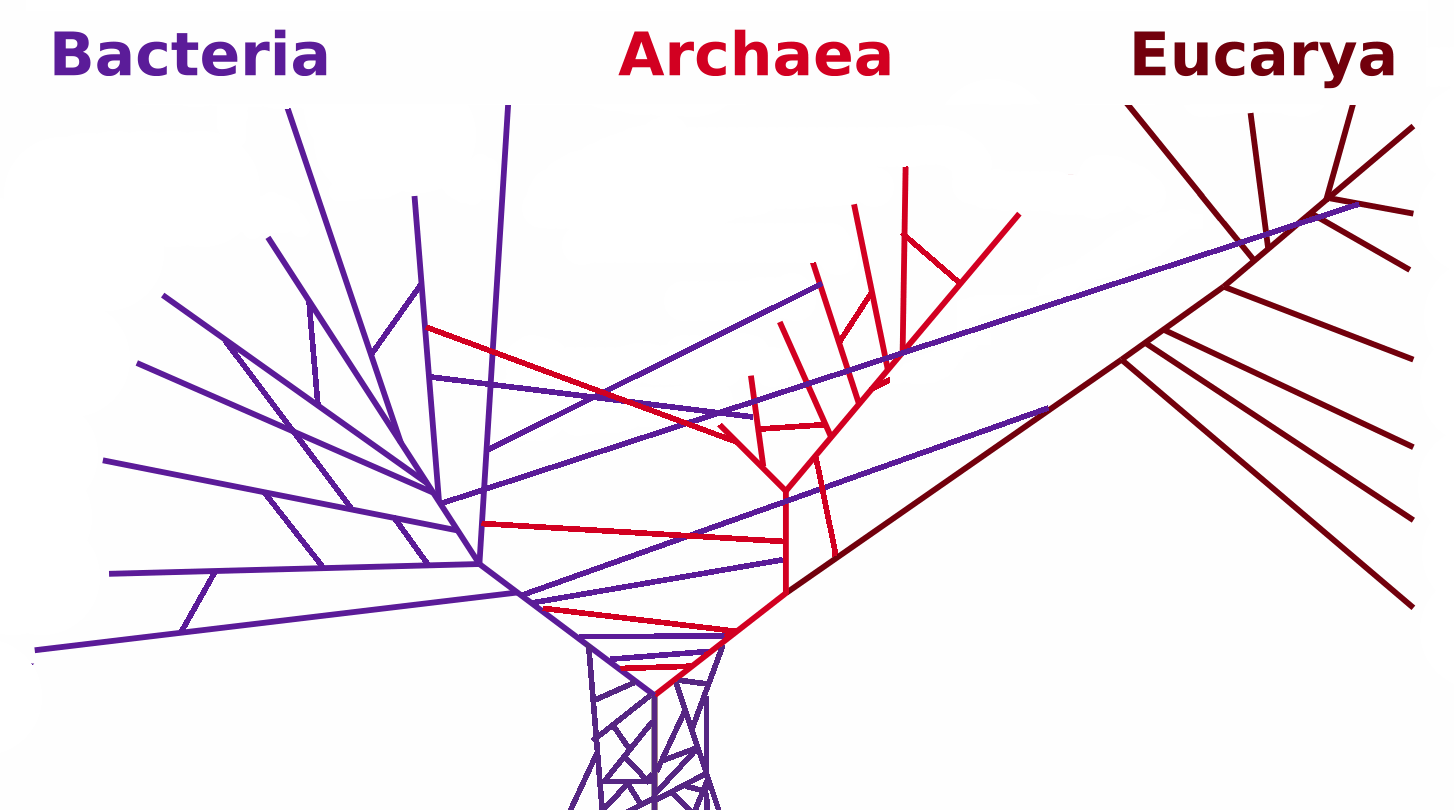
Drzewo życia ze wspólnym przodkiem jako społecznością organizmów między którymi dochodzi do poziomego transferu genów

Hipoteza zakładająca istnienie uniwersalnego wspólnego przodka wszystkich organizmów jest podstawą współczesnej teorii ewolucji. Została przedstawiona już przez Darwina w dziele „O powstawaniu gatunków”. Dotychczas nie udało się empirycznie rozstrzygnąć, czy życie na Ziemi jest całkowicie monofiletyczne, jeden gatunek dał początek wszystkim, czy też, jak sugerują niektórzy naukowcy, na wczesnym etapie rozwoju życia poziomy transfer genów był na tyle powszechny, że monofiletyzm życia nie jest możliwy. Niezależnie od tego, czy LUCA był jednym gatunkiem, czy współpracującą ze sobą grupą organizmów, jego istnienie datowane jest na 3,5–3,8 mld lat temu. Najbardziej podstawowy podział na trzy domeny wywodzące się od wspólnego przodka zaproponowali Fox i Woese w roku 1977 na podstawie sekwencji rRNA. Kolejne badania molekularne doprowadziły do wniosku, że jako pierwsze oddzieliły się bakterie. Następnie ze wspólnej linii powstały eukarionty i archeany. Jądro komórkowe eukariontów mogło powstać w wyniku wbudowania w komórkę kompleksu wirusów DNA. W 2010 roku oszacowano, że hipoteza o pochodzeniu wszystkich obecnie żyjących organizmów od jednego gatunku była 102830 razy bardziej prawdopodobna niż najlepsza alternatywna hipoteza.

## Genom i proteom
Większość szacunków uznaje, że genom LUCA musiał zawierać co najmniej 500–1000 genów. Założenie, że hipotetyczny genom przodka wszystkich domen powinien być mały i zbliżony do prostych organizmów pasożytniczych, nie jest jednak poparte dowodami. Liczba rodzin genów u prokariontów mieści się w granicach 1006 do 1189, a u eukariontów pomiędzy 1344 a 1529. Bardziej prawdopodobne jest, że genom LUCA zawierał liczbę genów porównywalną z wolno żyjącymi współczesnymi prokariotami. Zidentyfikowano co najmniej 140 domen białek tworzących prawdopodobnie proteom LUCA. Rekonstrukcja sekwencji domen białkowych wskazuje, że charakteryzowały się one wysoką hydrofobowością.